# Niggli Nunataks
I Niggli Nunataks sono un gruppo di nunatak (picchi rocciosi isolati) situati 11 km  a nord-nordest del Monte Wegener, che si innalzano fino a 1.470 m nei pressi del margine orientale dei Monti Read, che fanno parte della Catena di Shackleton, nella Terra di Coats in Antartide. 
Nel 1967 fu effettuata una ricognizione aerofotografica da parte degli aerei della U.S. Navy. Un'ispezione al suolo fu condotta dalla British Antarctic Survey (BAS) nel periodo 1968-71.
Ricevettero l'attuale denominazione nel 1971 dal Comitato britannico per i toponimi antartici (UK-APC), in onore del geologo e mineralogista svizzero Paul Niggli (1888–1953), che aveva sviluppato un sistema di catalogazione dei magma attraverso una serie di valori molecolari chiamati "valori di Niggli". Niggli fu anche professore di geologia all'Università di Zurigo.